# Aphelolpium cayanum
Espèce
Aphelolpium cayanum est une espèce de pseudoscorpions de la famille des Hesperolpiidae.

## Distribution
Cette espèce est endémique de Floride aux États-Unis. Elle se rencontre sur Key Vaca.

## Description
Les mâles mesurent de 1,81 à 1,97 mm et la femelle 2,50 mm.

## Publication originale
- Muchmore, 1979 : Pseudoscorpions from Florida and the Caribbean area. 7. Floridian diplosphyronids. Florida Entomologist, vol. 62, p. 193-213 (texte intégral).